# Авеню B
Авеню B (англ. Avenue B) — це авеню з півночі на південь, розташоване в районі Альфабет-Сіті нейборгуді Іст-Віллидж на Мангеттені, Нью-Йорк, на схід від авеню А та на захід від авеню C. Пролягає від Х'юстон-стріт до 14-ї вулиці, де продовжується в кільцеву дорогу в Стайвесант-Таун, яка буде з’єднана з авеню А. Нижче Х'юстон-стріт авеню В продовжується як Клінтон-стріт до Норд-стріт, де являється східною межею Томпкінс-сквер-парк.

## Історія
Вулиця була спроектована за Генеральним планом Мангеттена 1811 року як одна з 16 вулиць із півночі на південь, визначених як 30 м у ширину, включаючи 12 пронумерованих авеню та чотири, позначених літерою, розташованих на схід від Першої авеню. У 1824 році, перед будь-яким будівництвом, його ширину було зменшено до 18 м, стандарту для поперечних вулиць, взявши 12 м зі східного боку. Місто аргументувало це тим, що проспекти, позначені літерами, «непридатні для використання як магістралі до міста та з нього» і не можуть «вважатися проспектами в правильному сенсі цього терміна».

## Іст-Енд-авеню
На Верхньому Іст-Сайді авеню B знову з'являється як Іст-Енд-авеню переважно житловий за характером, він пролягає лише зі сходу 79-ї вулиці до сходу 90-ї вулиці через район Йорквіль. Відповідно до початкового плану комісарів 1811 року вона називалася авеню B, але більше не має цього позначення. У цій точці до авеню примикає парк Карла Шурца, місце розташування особняка Грейсі. У 1928 році Кошторисна рада Нью-Йорка постановила, що забудова нижче сходу 84-ї вулиці була обмежена для житлового використання.